# Peltigerales
Peltigerales é uma ordem de fungos formadores de líquenes da classe Lecanoromycetes do filo Ascomycota. A taxonomia deste grupo tem sido objecto de numerosas modificações; anteriormente era frequentemente tratada como uma subordem da ordem  Lecanorales. Actualmente inclui duas subordens, sete famílias e aproximadamente 45 géneros como Lobaria e Peltigera.
Os fungos formam líquenes por meio de relações simbióticas com um ou mais parceiros fotossintéticos que podem ser uma cianobactéria como Nostoc ou uma alga verde como Coccomyxa. A maioria das espécies contém apenas uma cianobactéria, um número menor tem uma cianobactéria e uma alaga verde enquanto apenas algumas espécies têm apenas uma alga verde. O talo do líquen pode ser folhoso, subfruticoso ou escamoso. O talo une-se a uma superfície por meio de pequenos rizinos. Em algumas espécies, o talo pode ter aparência variável dependendo de se contém uma cianobactéria ou uma alga verde. Por vezes estas formas diferentes de um mesmo fungo eram antes consideradas como espécies distintas.
Os líquenes ocorrem em todo o mundo, crescendo sobre súber, musgo, solo ou rochas em bosques húmidos. A maior diversidade ocorre no hemisfério norte, embora a família Lobariaceae seja mais diversa no hemisfério sul.
Os membros da subordem Peltigerineae produzem uma grande variedade de compostos secundários, alguns dos quais são de utilidade para os humanos em medicina e tingimento. Usos antigos incluem usar Peltigera canina como remédio para a mordedura de cães raivosos e Lobaria pulmonaria como remédio para doenças pulmonares devido à sua suposta semelhança com o tecido pulmonar.